# Hombron Rocks
Die Hombron Rocks (französisch Roche Hombron) sind eine Gruppe aus vom Meer überspülten Rifffelsen vor der Nordwestküste der Trinity-Halbinsel am nördlichen Ende der Antarktischen Halbinsel. Sie liegen vor dem Thanaron Point.
Teilnehmer der Dritten Französischen Antarktisexpedition (1837–1840) unter der Leitung des Polarforschers Jules Dumont d’Urville entdeckten sie. D’Urville benannte sie nach Jacques Bernard Hombron (1798–1852), der bei dieser Forschungsreise als Chirurg tätig war. Vermessungen nahm 1946 der Falkland Islands Dependencies Survey vor. Das UK Antarctic Place-Names Committee übertrug die französische Benennung im Jahr 1949 ins Englische.